# Locketidium couloni
Locketidium couloni är en spindelart som beskrevs av Rudy Jocqué 1981. Locketidium couloni ingår i släktet Locketidium och familjen täckvävarspindlar.
Artens utbredningsområde är Kenya. Inga underarter finns listade i Catalogue of Life.